# Nagib ladje
Nagib ladje (angleško: angle of list) je pojav, ko se ladja ali drugo vodno plovilo delno ali povsem nagne na levo ali desno bočno stran — brez zunanjih sil, ki delujejo nanj.
Nagib nastane zaradi velike teže na ladijskem krovu, zaradi neenakomerne obremenitve ali poplave.
V nasprotju s tem, se lahko nagib tudi spreminja, če se voda preliva iz druge strani na drugo stran ladje, kar povzročijo močni valovi, morski tokovi in močni vetrovi. Če ladja, ki se nagiba, preseže točko, ki dovoljuje, da ladja ostane plavajoča, se lahko ta popolnoma prevrne in potopi.
Če ladja tone in se hkrati nagiba, lahko nagib ovira in ob nekaterih priložnostih tudi onemogoči spuščanje reševalnih čolnov z ladje v vodo.